# グレート・サンディ国立公園
グレートサンディ国立公園（グレートサンディこくりつこうえん、Great Sandy National Park）は、オーストラリア・クイーンズランド州にある国立公園の一つ。
公園は2つの地区に分かれている。
- クールーラ（英語版）地区は、南はヌーサ、北はレインボー・ビーチ（英語版）にはさまれた海岸に位置する。
- フレーザー島地区は世界最大の砂の島であるフレーザー島のほぼ全域に広がり、世界遺産に登録された地区である。フレーザー島はレインボー・ビーチの北に位置し、本土からグレート・サンディ海峡（英語版）によって隔てられている。

公園の両地区へのアクセスには四輪駆動車が必要であり、また許可が必要である。どちらの地区にも多数のキャンプ場がある。

## 生態系
国立公園一帯には世界の宙水湖の40%があり、ヌーサ川、メアリー川、スーザン川、バッラム川、イシス川などの河川が流れる。ウーンガラ付近はオーストラリア東部海岸のサンゴ礁の分布の南限である。公園一帯の土壌は貧栄養の砂質土にもかかわらず、植生は主にマングローブ、ユーカリ林、河畔林の雨林、乾燥雨林などの砂地林がある。Xanthostemon oppositifolius、Floydia praealtaなどの絶滅危惧種やイチジク類のFicus coronata、ブリスベンアカシアなどの標徴種の植物が生える。パプアオオサンショウクイをはじめとするオーストラリアの鳥類種の49%はグレート・サンディに生息しており、一帯にはハグキホシザメも生息している。2009年にユネスコの生物圏保護区に登録された。
フレイザー島と本土の間にあるグレート・サンディ海峡には潮間帯、干潟、藻場、マングローブ、塩類平原、塩性湿地などの多様な地形があり、付近には淡水生のコバノブラシノキ属とワラムなどの湿地もある。シギチドリ類などの水鳥、海鳥、海水魚、甲殻類、カキ、ジュゴン、ウミガメ、イルカの生息地であり、ラムサール条約の登録地である。海峡北端のハービー・ベイ付近にはサンゴ礁や藻場があり、ザトウクジラの重要な生息地である。